# 1. Klasse Magdeburg-Anhalt 1942/43

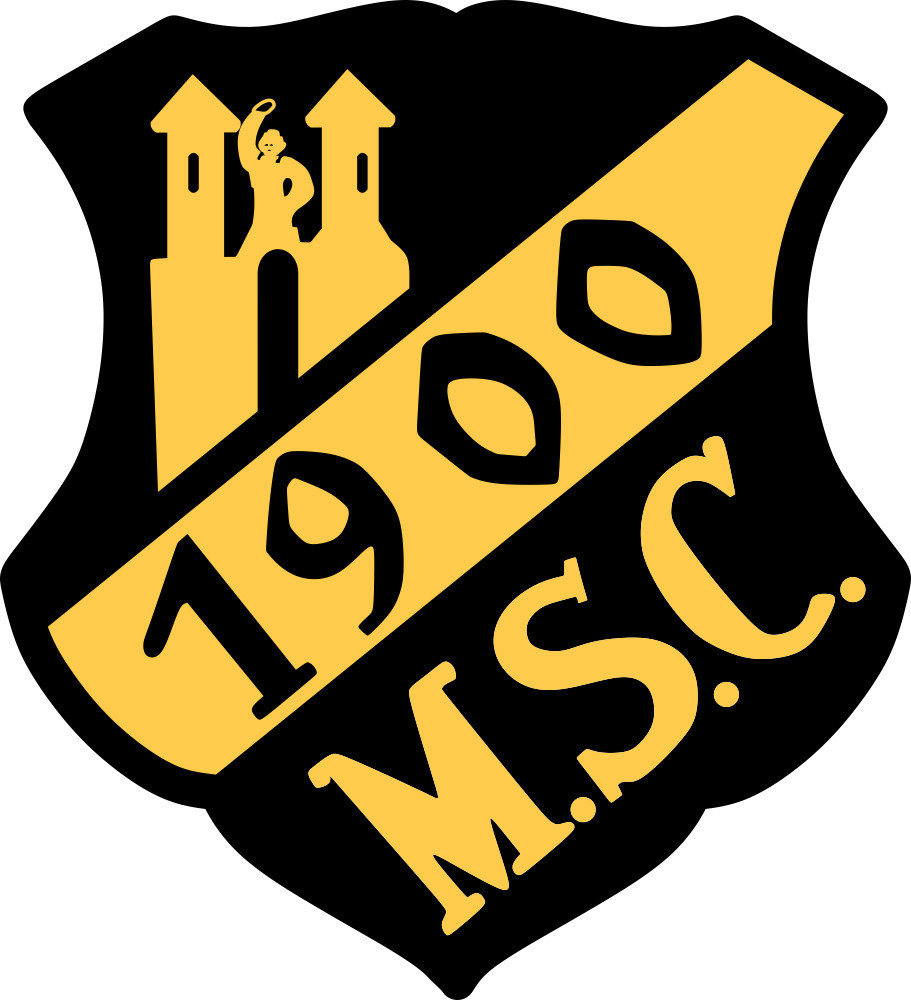
Magdeburger SC 1900, 3. Platz 1942/43 – Tradition am Sachsenring

Die 1. Klasse Magdeburg-Anhalt 1942/43 war die zehnte und damit letzte Spielsaison der seit 1933 als Unterbau zur Gauliga Mitte fungierenden, vormals zweitklassigen Bezirksklasse Magdeburg-Anhalt. Wieder mit 11 Vereinen bestückt, wurde die Saison eröffnet. Letzter verbriefter Titelträger der 1. Klasse wurde, wie bereits vier Jahre zuvor, der nunmehr doppelt siegreiche FC Preußen 02 Burg. Da die offizielle Abschluss-Tabelle aus erklärtem Sachverhalt nicht vorliegt, ist nur der Stand der Dinge ohne Fehlendes einzusehen. Dabei schnitten der MSC Preußen 99 und der Magdeburger SC als Aufsteiger angetreten, als Vizemeister und Vierter, hervorragend ab. Die Cricketer-Viktoria 1897 errang als Gauliga-Absteiger von oben kommend, einen immerhin noch befriedigenden dritten Platz. Insgesamt fünf Magdeburger Vereine nahmen teil. Der FV Fortuna konnte als letztjähriger Meister, seine gewohnte Leistungsfähigkeit nicht mehr nachweisen. Kriegsbedingte Wirren, bezüglich der Kader und sonstige nachteilige Einflüsse, wirbelten fast alle Ligen nun jedes Jahr extrem durcheinander. FC Germania 03 Köthen überzeugte seinerseits mit einer überraschend soliden Vorstellung und einem achtbaren Mittelfeldplatz. In die 2. Klasse absteigen mussten ihrerseits der SV Wacker Bernburg, sowie der nicht mehr konkurrenzfähige SC 1910 Oschersleben. Eine Aufstiegs-Relegationsrunde wurde nicht ausgespielt, weil man die Strukturen wiederum verändern musste und froh war, genügend spielfähige Vereine für die dann 2. Klasse/ Kreisklasse zusammenzufinden, um dieses Konstrukt dann als unterbauende Zweitliga-Ebene installieren und etablieren zu können.

## Abschlusstabelle
Tabellen, Zahlen und Resultate sind aus den im Unterpunkt Quellen notierten Zeitungen entnommen.
- Tabelle vom 1. März 1943, [ 94 Spiele ]. Danach endet das Vorhandensein der Quellen-Zeitung. + [ 5 Spiel-Resultate vom Mai ] = [ 99 ]. Bleiben 11 weiterhin zu ermitteln.

Ermittelte Spiele: 99 von 110__/__Ermittelte Tore: 467

[ 10. Spielzeit,  (4.Kriegsmeisterschaft) – Saison-Beginn:  23.08.1942 ]
| Pl. | Verein                         | Sp. | Tore  | Quote | Punkte |
| --- | ------------------------------ | --- | ----- | ----- | ------ |
| 01. | FC Preußen 02 Burg             | 16  | 58:18 | 3,22  | 21:11  |
| 02. | MSC Preußen 99                 | 17  | 54:34 | 1,59  | 23:11  |
| 03. | FuCC Cricket-Viktoria 1897 (A) | 19  | 46:41 | 1,12  | 21:17  |
| 04. | Magdeburger SC 1900 (N)        | 19  | 31:33 | 0,94  | 21:17  |
| 05. | FV Fortuna Magdeburg (M)       | 19  | 71:50 | 1,42  | 18:20  |
| 06. | FC Germania 03 Köthen (N)      | 17  | 32:32 | 1,00  | 18:16  |
| 07. | SV 09 Staßfurt                 | 18  | 39:47 | 0,83  | 18:18  |
| 08. | VfL Viktoria-Neustadt 1860     | 17  | 37:43 | 0,86  | 16:18  |
| 09. | SV 07 Bernburg                 | 20  | 24:64 | 0,37  | 17:23  |
| 10. | SV Wacker Bernburg             | 19  | 44:49 | 0,90  | 14:24  |
| 11. | SC 1910 Oschersleben           | 17  | 31:56 | 0,55  | 11:23  |

Nach-Recherche: [ 11 fehlende Spiel-Resultate ]
| (A) | Absteiger aus der Gauliga Mitte |
| (M) | Titelverteidiger des Vorjahres  |
| (N) | Aufsteiger aus den 2. Klassen   |

(bei Punktgleichheit entschied in allen Klassen und Runden jeweils der Torquotient über die Tabellen-Platzierung)

## Aufstiegsrunde
Eine anschließende Aufstiegsrunde zur neuen 2. Klasse (Kreisklasse als Zweite Klasse nach der Gauliga) wurde nicht ausgetragen.